# Постичо (Ла Специја)
Постичо је насеље у Италији у округу Ла Специја, региону Лигурија.
Према процени из 2011. у насељу је живело 59 становника. Насеље се налази на надморској висини од 96 м.